# Eto Yu
Yu Eto (sinh ngày 17 tháng 10 năm 1983) là một cầu thủ bóng đá người Nhật Bản.

## Sự nghiệp câu lạc bộ
Yu Eto đã từng chơi cho Sagan Tosu, Tokushima Vortis và Kataller Toyama.